# Aryenis
Aryenis – według Herodota córka króla Lidii Alyattesa II, siostra Krezusa.
Aryenis była żoną króla Medów Astyagesa i matką Mandane. Małżeństwo to było wynikiem pokoju zawartego po bitwie nad rzeką Halys pomiędzy Alyattesem II i królem Medów Kyaksaresem.